# Barnardillo barnardi
Barnardillo barnardi là một loài chân đều trong họ Armadillidae. Loài này được Collinge miêu tả khoa học năm 1920.